# بئر بدر
بئر بدر أو عين بدر هو بئر يقع بين مكة المكرمة والمدينة المنورة أو جنوب غرب المدينة المنورة في السعودية .وكان أحد أسواق العرب وكان مركز تجمعهم. ذكره ياقوت الحموي «ماء مشهور بين مكة والمدينة في أسفل وادي الصفراء وبين هذا الماء وبين ساحل البحر ليلة واحدة»

## التاريخ
كان أحد أسواق العرب وكان مركز تجمعهم للتبادل التجاري والمفاخرة وكان العرب يقصدونه كل عام .لم يعرف بئر بدر في العصر الحديث إلا بوقوع غزوة بدر التي تدعى بدر الكبرى لتمييزها عن معركة بدر الأولى في 17 رمضان 2 هـ  وسميت بذالك لوقوعها بالقرب منه، وكانت إحدى الخطط في هذه الغزوة ما طلبه الحباب بن المنذر من الرسول صل الله عليه وسلم بوضع الجيش في مقدمة البئر لكي لا يشرب المشركين، وذلك إن كان الموقع الذي اختاره الرسول ليس أمرًا من الله. وقتل في بدر الكبرى 70 من رجال قريش وقادتها  وقد وقعت بجانب بئر بدر أيضًا أول غزوة حدث فيها قتال هي بدر الفرقان.

## في القرآن
ذكر اسم بدر في القرآن في سورة آل عمران حيث قال عز وجل :
وَلَقَدْ نَصَرَكُمُ اللَّهُ بِبَدْرٍ وَأَنتُمْ أَذِلَّةٌ فَاتَّقُواْ اللَّهَ لَعَلَّكُمْ تَشْكُرُونَ. سورة آل عمران الآية 123